# Luke Mitchell
Luke Mitchell (Gold Coast, Queensland; 17 de abril de 1985) es un actor australiano de cine y televisión. Es más conocido por haber interpretado a Will Benjamin en la serie H2O: Just Add Water, a Romeo Smith en Home and Away, a John Young en The Tomorrow People y a Lincoln Campbell en Agents of S.H.I.E.L.D. Entre 2016 y 2020 interpretó el papel de Roman en la serie Blindspot.

## Biografía
Es hijo del periodista australiano Chris Mitchell y Liz Griffin, tiene tres hermanos, Michael Mitchell (un entrenador de tenis), Benjamin "Ben" Mitchell (un jugador de tenis) y Daniel Mitchell y una hermana menor. Sus padres se divorciaron cuando Mitchell era pequeño, y su madre se volvió a casar con un hombre llamado Geoff Griffin.
Mitchell jugó tenis desde los cinco hasta los dieciocho años. Estudió en el Film & Television Studio International y trabajó con profesionales como Joss McWilliam, Iain Gardner, Kim Krejus, Craig McMahon y Dean Carey.
Es muy buen amigo de los actores Todd Lasance, Lincoln Younes, Charles Cottier y Adam Demos.
En 2010 Mitchell comenzó a salir con la actriz australiana Rebecca Breeds. En mayo de 2012 la pareja anunció su compromiso y contrajo matrimonio en enero de 2013.

## Carrera
Además de actuar, Mitchell trabajó como modelo. Antes de convertirse en actor quiso ser jugador de tenis, y también viajó alrededor de Australia con la compañía internacional de entretenimiento Sudden Impact Entertainment, donde participó en algunas obras de teatro.
En 2008, mientras se encontraba en Melbourne, audicionó y obtuvo su gran oportunidad en la televisión cuando consiguió el papel de Chris Knight durante varios episodios de la serie australiana Neighbours.
En 2009 se unió a la tercera temporada de la serie H2O: Just Add Water, en donde interpretó a William "Will" Benjamin. El 10 de septiembre del mismo año se unió como personaje recurrente al elenco de la serie Home and Away, donde interpretó a Romeo Smith. Apareció en la serie hasta 2013, año en que se unió al elenco principal de la serie estadounidense The Tomorrow People, en donde interpretó a John Young. Participó de la serie hasta su cancelación de la misma al finalizar la primera temporada.
En julio de 2014 se anunció que Mitchell se uniría al elenco principal de la nueva serie Members Only, donde interpretaría al personaje de Jesse, sin embargo, la serie fue cancelada por la cadena ABC antes de su estreno. En 2015 se unió al elenco recurrente de la segunda temporada de la serie Agents of S.H.I.E.L.D., donde interpretó al inhumano Lincoln Campbell. El 1 de enero de 2015 se anunció que Mitchell había sido promovido al elenco principal para la tercera temporada de la serie.
El 23 de julio de 2016 se anunció que Luke se había unido al elenco de la segunda temporada de la serie Blindspot, donde interpretó el personaje de Roman hasta el final de la serie en 2020.

## Filmografía

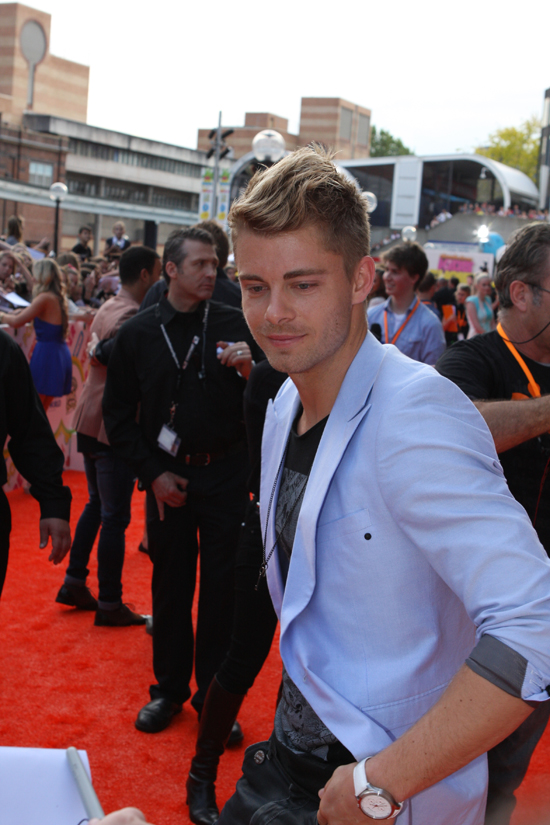
Mitchell durante la entrega de los Nickelodeon Kids' Choice Awards en octubre de 2011.

### Series de televisión
| Año       | Título                 | Personaje          | Notas                                                                                   |
| --------- | ---------------------- | ------------------ | --------------------------------------------------------------------------------------- |
| 2008      | Neighbours             | Chris Knight       | 11 episodios                                                                            |
| 2009-2010 | H2O: Just Add Water    | Will Benjamin      | 26 episodios                                                                            |
| 2009-2013 | Home and Away          | Romeo Smith        | 682 episodios                                                                           |
| 2013-2014 | The Tomorrow People    | John Young         | 22 episodios Elenco principal                                                           |
| 2014      | Members Only           | Jesse              | 13 episodios                                                                            |
| 2015-2016 | Agents of S.H.I.E.L.D. | Lincoln Campbell   | 29 episodios Elenco recurrente (segunda temporada) Elenco principal (tercera temporada) |
| 2016-2020 | Blindspot              | Eon Kruger "Roman" | Elenco principal                                                                        |

### Cine
| Año  | Título              | Personaje    | Notas                                                   |
| ---- | ------------------- | ------------ | ------------------------------------------------------- |
| 2008 | Performance Anxiety | Peter Koliat | Junto a Wanda D'Parke y Joss Mars                       |
| 2010 | Cryptopticon        | Y            | Junto a Sweeney Young y Danielle Baynes                 |
| 2013 | Art or Love         | Whitey       | Junto a Megan Hill y Ethan Walker                       |
| 2014 | 7 Minutes           | Sam          | Junto a Kris Kristofferson, Jason Ritter y Leven Rambin |

### Apariciones
| Año  | Programa         | Notas                                 |
| ---- | ---------------- | ------------------------------------- |
| 2009 | Sunrise          | Episodio del 18 de diciembre de 2009  |
| 2009 | The Morning Show | Episodio del 24 de septiembre de 2009 |

## Premios y nominaciones
| Año  | Categoría                                       | Premio                  | Trabajo nominado | Resultado |
| ---- | ----------------------------------------------- | ----------------------- | ---------------- | --------- |
| 2010 | Cleo Bachelor of the Year                       | -                       | -                | Nominado  |
| 2010 | The So-Fresh-And-So-Clean Soap Star Of The Year | Dolly Teen Choice Award | Home and Away    | Nominado  |
| 2010 | Most Popular New Male Talent                    | Gold Logie Award        | Home and Away    | Ganador   |